# Línea Mareth

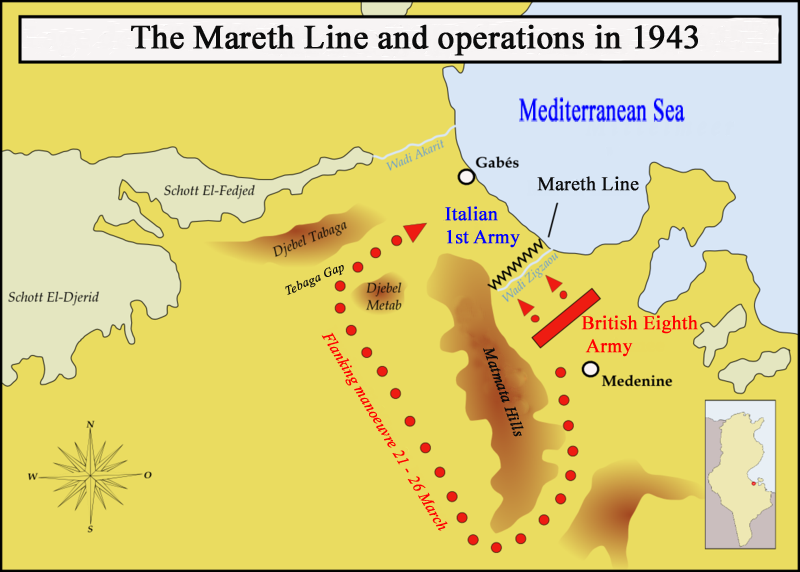
La Línea Mareth y el ataque británico en marzo de 1943.

La Línea Mareth fue un sistema de fortificaciones de 35 km de longitud, construida por Francia en Túnez, cerca del pueblo de Medenine, antes de la Segunda Guerra Mundial, para resguardarse de una posible invasión italiana desde Libia. Era conocida popularmente como la «Maginot africana». 

## Historia
Después de la Operación Torch (los desembarcos aliados en el Norte de África), Túnez fue ocupada por las Fuerzas del Eje en noviembre de 1942, quiénes usaron la línea Mareth para protegerse del VIII Ejército Británico de Bernard Montgomery que atacaba desde Libia.
El 19 de marzo de 1943 Montgomery llevó a cabo la Operación Pugilist y atacó de frente la línea, siguiendo el curso del río Zigzau. A pesar de conseguir penetrar en la línea, la 15.ª División Panzer destruyó el saliente que se había creado.
Después Montgomery recibió información que aseguraba que la línea podía ser flanqueada por el sur, como así se hizo. Pero el Afrika Korps, ahora bajo el mando del general italiano Giovanni Messe, logró escapar de la captura y se retiró a la línea defensiva del río Akarit, junto a Gabès, 60 km al norte.